# Maintenant le peuple
Pour les articles homonymes, voir MLP.
Maintenant le peuple (MLP) (en anglais : Now the people!) est une alliance politique européenne de gauche radicale fondée en 2018 par plusieurs partis politiques en vue des élections européennes de 2019. Elle fait élire dix-sept eurodéputés.

## Historique
Le mouvement, qui apparaît comme « mi-complémentaire, mi-concurrent du plus institutionnel Parti de la gauche européenne (PGE) », trouve son origine dans l'opposition aux accords de 2015 entre le gouvernement grec mené par Syriza (membre du PGE) et la troïka, qui ont été vécus comme une capitulation par une partie de la gauche radicale européenne. Entre janvier 2016 et mars 2017 se tiennent plusieurs « sommets du plan B » pour rompre avec les politiques d'austérité économique dans l'Union européenne, dans lesquels sont envisagées des hypothèses de désobéissance aux traités, voire de sortie de la zone euro. 
L'alliance Maintenant le peuple présente une plus forte homogénéité idéologique que le PGE. En outre, « ces partis correspondent à la composante la plus neuve de la gauche radicale, qui adhère à un libéralisme culturel prononcé et à la remise en cause du productivisme, en plus du combat contre le néolibéralisme. La création de “Maintenant le peuple !” témoigne d’une volonté de LFI et de Podemos, à l’époque, de prendre davantage la main par rapport aux partis de tradition communiste, qui étaient forts dans les organisations existantes, comme le PGE. » 
Le manifeste Maintenant le peuple ! Pour une révolution citoyenne en Europe est signé le 12 avril 2018 à Lisbonne au Portugal par Catarina Martins, coordinatrice du Bloc de gauche (Portugal), Pablo Iglesias Turrión, secrétaire général de Podemos (Espagne), et Jean-Luc Mélenchon, chef de La France insoumise (France),,.
Ils sont rejoints au mois de juin par trois partis nordiques : le Parti de gauche de Suède, l'Alliance de gauche de Finlande et l'Alliance rouge et verte du Danemark.
L'alliance électorale italienne Pouvoir au peuple, qui ne participe pas au scrutin, annonce soutenir le mouvement en avril 2018.
En France, la campagne de Maintenant le peuple est lancée à la mi-mai 2019 par un meeting à Marseille,.
Dans leur déclaration commune pour les élections européennes de 2024, les membres de l'alliance proposent « un projet de rupture » qui soit « la voix des travailleurs, de tous les laissés-pour-compte, et de ceux qui se battent pour notre planète ». Une série d’engagements est avancée, de la taxation des superprofits à la fin des « règles budgétaires absurdes », en passant par un « commerce équitable ». D'autres partis, comme Die Linke (Allemagne), EH Bildu (Pays basque espagnol), Sinistra italiana (Italie) et Déi Lénk (Luxembourg) se sont également associés à cette déclaration, sans toutefois adhérer formellement à Maintenant le peuple.
En 2024, est annoncé le futur statut de parti politique européen qui en restant indépendant des partis communistes européens restera membre du groupe politique européen The Left au sein du parlement européen.

## Membres
| Nom | Nom                                                    | Pays     | Représentation au Parlement européen 2019 | Représentation nationale |
| --- | ------------------------------------------------------ | -------- | ----------------------------------------- | ------------------------ |
|     | Alliance rouge et verte (Enhedslisten – De Rød-Grønne) | Danemark | 1 / 14                                    | 9 / 179                  |
|     | Podemos                                                | Espagne  | 3 / 59                                    | 5 / 350                  |
|     | Alliance de gauche (Vasemmistoliitto)                  | Finlande | 1 / 14                                    | 11 / 200                 |
|     | La France insoumise                                    | France   | 5 / 79                                    | 75 / 577                 |
|     | Bloc de gauche (Bloco de Esquerda)                     | Portugal | 2 / 21                                    | 5 / 230                  |
|     | Parti de gauche (Vänsterpartiet)                       | Suède    | 1 / 21                                    | 24 / 349                 |

## Résultats électoraux
| Pays     | Voix      | %     | +/-  | Sièges | +/- | Rang |
| -------- | --------- | ----- | ---- | ------ | --- | ---- |
| Danemark | 151 903   | 5,51  | Nv.  | 1 / 13 | Nv. | 7e   |
| Espagne  | 2 252 378 | 10,05 | 2.09 | 6 / 54 | 5   | 4e   |
| Finlande | 125 748   | 6,90  | 2,42 | 1 / 13 | 0   | 6e   |
| France   | 1 428 548 | 6,31  | Nv.  | 6 / 74 | Nv. | 5e   |
| Portugal | 325 533   | 9,82  | 5,26 | 2 / 21 | 1   | 3e   |
| Suède    | 282 300   | 6,80  | 0,50 | 1 / 20 | 0   | 7e   |

### Élus
- Danemark (Liste de l'unité): 
  - Per Clausen
- Allemagne (Die Linke)
  - Martin Schirdewan
  - Özlem Demirel
- Espagne (Podemos):
  - Irene Montero
  - Isabel Serra
- Finlande (Alliance de gauche): 
  - Li Andersson
  - Merja Kyllönen
  - Jussi Saramo
- France (La France insoumise): 
  - Manon Aubry
  - Younous Omarjee
  - Marina Mesure
  - Anthony Smith
  - Leïla Chaibi
  - Arash Saeidi
  - Rima Hassan
  - Damien Carême
  - Emma Fourreau (depuis 2024)
- Italie (Sinistra Italiana)
  - Mimmo Lucano
  - Ilaria Salis
- Portugal (Bloc de gauche):
  - Catarina Martins
  - João Oliveira
- Suède (Parti de gauche):
  - Jonas Sjöstedt
  - Hanna Gedin